# Свети Йоан Предтеча (Метаморфоси)
„Свети Йоан Предтеча“ (на гръцки: Ησυχαστήριο Τιμίου Προδρόμου) е манастир в Егейска Македония, Гърция, част от дем Полигирос в административна област Централна Македония. Според преброяването от 2001 година в манастира има 14 жители.

## Местоположение
Манастирът е разположен на 2 km източно от Ватопеди и на 2 km северно от Метаморфоси в началото на полуостров Ситония.

## История
Манастирът е основан през 1975 година от архимандрит Григориос Папасотириу на мястото на стар манастир, като първоначално за църква служи близкият параклис „Свети Йоан Предтеча“. В 1981 година е открит католиконът на манастира - византийска кръстокуполна църква, посветена на Рождество на Свети Йоан Предтеча. Католиконът е осветен в 1985 година от митрополит Синесий Касандрийски. Празнува на 10 ноември паметта на свети Арсений Кападокийски.